# Новочернореченский сельсовет
Новочернореченский сельсовет — административно-территориальная единица и муниципальное образование со статусом сельского поселения в Козульском районе Красноярского края России.
Административный центр — посёлок Новочернореченский.

## Население
| 2010 | 2012 | 2013 | 2014 | 2015 | 2016 | 2017 |
| ---- | ---- | ---- | ---- | ---- | ---- | ---- |
| 66   | ↘59  | →59  | ↘58  | ↘40  | ↗44  | ↘32  |

## Состав
В состав сельсовета (сельского поселения) входят 5 населённых пунктов:
| № | Населённый пункт   | Тип населённого пункта          | Население |
| - | ------------------ | ------------------------------- | --------- |
| 1 | Левоямное          | деревня                         | 3         |
| 2 | Новочернореченский | посёлок, административный центр | ↗3823     |
| 3 | Постойка           | деревня                         | 18        |
| 4 | Предгорье          | деревня                         | 10        |
| 5 | Старая Чёрная      | деревня                         | 35        |

В октябре 2019 года в Новочернореченский сельсовет был включён посёлок Новочернореченский, который до этого был посёлком городского типа, образовывавшим городское поселение, соответственно упразднённое как муниципальное образование.

### Упразднённые населённые пункты
Дальний — упразднённый в 2005 году посёлок.

## Местное самоуправление
Новочернореченский сельский Совет депутатов
Дата избрания: 14.03.2010. Срок полномочий: 5 лет. Количество депутатов:  9
Глава муниципального образования
- Шабусов Владимир Яковлевич. Дата избрания: 14.03.2010. Срок полномочий: 5 лет